# Akkineni Nageswara Rao
Akkineni Nageswara Rao (Ramapuram, 20 september 1923 – Haiderabad, 22 januari 2014), beter bekend als ANR, was een Indiaas acteur en filmproducent die met name in de Telugu filmindustrie actief was. In 1991 kreeg hij de Dadasaheb Phalke Award uitgereikt, de hoogste prijs in de Indiase filmwereld. Ook werd hij in 2011 door de Indiase regering onderscheiden met de Padma Vibhushan voor zijn bijdrage aan de Indiase filmindustrie.

## Biografie
Akkineni begon zijn acteercarrière met een bijrolletje in Dharma Patni (1941) voor hij zijn debuut als hoofdrolspeler maakte in de rol van Rama in Seeta Rama Jananam (1944). Hij trok de aandacht met zijn rol in Mayalokam (1945). Hij speelde in vele historische films in zijn vijfenzeventigjarige carrière en werd een van de meest prominente figuren in de geschiedenis van de Indiase filmindustrie. Hij wordt beschouwd als een van de twee pioneers van Telugu filmindustrie samen met N.T. Rama Rao.
Akkineni staat bekend om zijn baanbrekende werk in biopics; Hij speelde de Tamil-heilige Thondaradippodi Alvar in Vipra Narayana (1954); Tenali Rama in Tenali Ramakrishna (1956); Kālidāsa in Mahakavi Kalidasu (1960); de 12e-eeuwse Sanskriet-dichter Jayadeva van Bengalen in Bhakta Jayadeva (1961); de Kannada-beeldhouwer Amarashilpi Jakanachari in Amara Shilpi Jakkanna (1964); de Marathi-heilige Tukaram in Bhakta Tukaram (1971); Kabirdas in Sri Ramadasu (2006); Valmiki in Sri Rama Rajyam (2009). Evenzo speelde hij vele mythologische figuren zoals Vishnu in Chenchu Lakshmi; Narada in Bhookailas (1958) en Arjoena in Sri Krishnarjuna Yuddhamu (1963).
Hij wordt ook herinnerd voor zijn optredens in romantische drama's als Laila Majnu (1949), Devadasu (1953), Anarkali (1955), Batasari (1961), Mooga Manasulu (1964), Prem Nagar (1971), Premabhishekam (1981) en Meghasandesham (1982), die te zien was op het 9e Internationale Filmfestival van India, het Filmfestival van Cannes in 1983 en het filmfestival van Moskou. Hij speelde ook in de kaskrakers Ardhangi (1955), Donga Ramudu (1955), Mangalya Balam (1958), Gundamma Katha (1962), Doctor Chakravarty (1964), Dharma Daata (1970) en Dussehra Bullodu (1971).
Hij was een van de betrokkene bij het verplaatsen van de Telugu filmindustrie van Chennai naar Haiderabad in de vroege jaren 1960. Hij richtte in 1976 Annapurna Studios op, vernoemd naar zijn echtgenote, om infrastructurele ondersteuning te bieden aan de Telugu filmindustrie in Haiderabad. Later begon hij de Annapurna International School of Film and Media binnen Annapurna Studios in 2011.
Op 19 oktober 2013 werd bij Akkineni maagkanker vastgesteld. Hij bleef doorgaan met de opnames voor zijn laatste film Manam (2014), waarin hij te zien is met zijn zoon Nagarjuna en kleinzonen Naga Chaitanya en Akhil Akkineni. Hij zei altijd dat hij acterend wilde sterven, op 22 januari 2014 tijdens de productie fase van Manam kwam Akkineni te overlijden. Hij had in 255 films een rol vertolkt, hoofdzakelijk in het Telugu, maar ook enkele in het Tamil en Hindi.